# Куинто ди Тревизо
Куѝнто ди Тревѝзо (на италиански: Quinto di Treviso; на венециански: Quinto, Куинто) е град и община в Северна Италия, провинция Тревизо, регион Венето. Разположен е на 17 m надморска височина. Населението на общината е 9870 души (към 2014 г.).